# Federico Gerdes

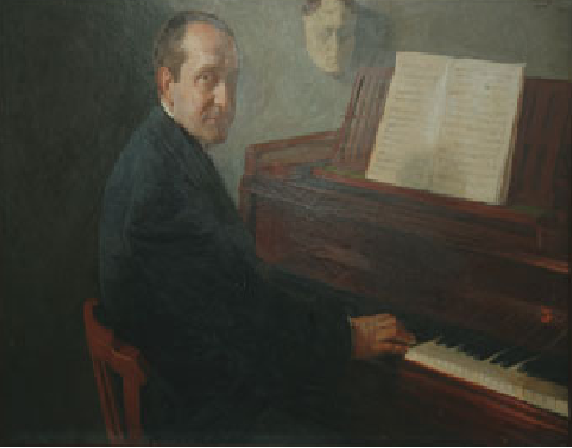
Federico Gerdes

Federico Gerdes (* 19. Mai 1873 in Tacna; † 18. Oktober 1953 in Lima) war ein peruanischer Komponist, Dirigent und Pianist.
Gerdes wuchs als Sohn eines deutschen Vaters und einer peruanischen Mutter in Deutschland und in Peru auf. Er studierte von 1894 bis 1899 in Hamburg, Wiesbaden und am Leipziger Konservatorium  und war Schüler von Carl Reinecke, Salomon Jadassohn und Karl Panzner. Nach dem Abschluss des Studiums wirkte er mehrere Jahre als Kapellmeister am Stadttheater Düsseldorf. Später unternahm er eine erfolgreiche Konzertreise durch Russland und ließ sich dann in Berlin als Klavierlehrer und Klavierbegleiter nieder.
1906 wurde er stellvertretender Direktor der Gesangsschule der Königlichen Oper und wirkte in dieser Eigenschaft an sieben Aufführungen von Opern Richard Wagners als Chorleiter mit, was ihm für das Jahr 1908 ein Engagement als Chorleiter und musikalischer Assistent bei den Bayreuther Festspielen brachte.
Im Herbst 1908 wurde Gerdes von Präsident José Pardo y Barreda nach Peru berufen, um die Academia Nacional de Música zu gründen, deren erster Direktor er wurde. Zugleich wurde er zum Direktor der Sociedad Filarmónica de Lima ernannt. Als Komponist trat Gerdes u. a. mit Liedern in romantischer Tradition hervor.